# Isla Funzi
Isla Funzi es el nombre de una isla y de un asentamiento en el condado de Kwale de Kenia. Funzi consta de cuatro islas cubiertas de manglares donde Funzi es la isla principal y la única con habitantes permanentes. Posee 2,5 hectáreas de superficie, Hay un pueblo en la isla con aproximadamente 1500 habitantes, miembros de la tribu Shirazi. La inmensa mayoría son musulmanes y se sostienen con la pesca y la agricultura. El archipiélago es menos conocido por los turistas que la cercana playa de Diani (Diani Beach).